# Dynamo Duluth
Dynamo Duluth är en amerikansk bandyklubb ifrån Duluth. Laget spelar i den högsta serien i USA och blev mästare för första gången 2013.

## Truppen
- Tränare:  Rick Haney

| Pos. | Nr | Spelare          |
| ---- | -- | ---------------- |
| MV   | 1  | Derek Melander   |
| F    | 2  | David Plaunt     |
| F    | 3  | Eric Dahlberg    |
| F    | 4  | John Jensen      |
| F    | 6  | Håkan Almström   |
| F    | 7  | Dave Moline      |
| F    | 8  | Rick Haney       |
| FW   | 9  | Pat Green        |
| FW   | 10 | Brandon Brinkman |
| FW   | 11 | Evan Richardson  |
| FW   | 13 | Brent Palmer     |
| FW   | 17 | Branden Kazika   |
| FW   | 18 | Win Mitchell     |
| FW   | 19 | Jake Smith       |
| FW   | 22 | Tom Sawatske     |

### Fotnoter
1. ↑  http://www.usabandy.com/page/show/615106-division-i-2012-2013-?subseason=83572 
Division I - 2012-2013 Regular Season